# Sergej Il'ič Sidelёv
Sergej Il'ič Sidelёv (Mosca, 21 dicembre 1906 – 4 ottobre 1962) è stato un regista cinematografico sovietico.

## Filmografia (parziale)

### Regista
- Aleko (1953)
- Ulica polna neožidannostej (1957)
- Povest' o molodožёnach (1959)